# GMR Grand Prix

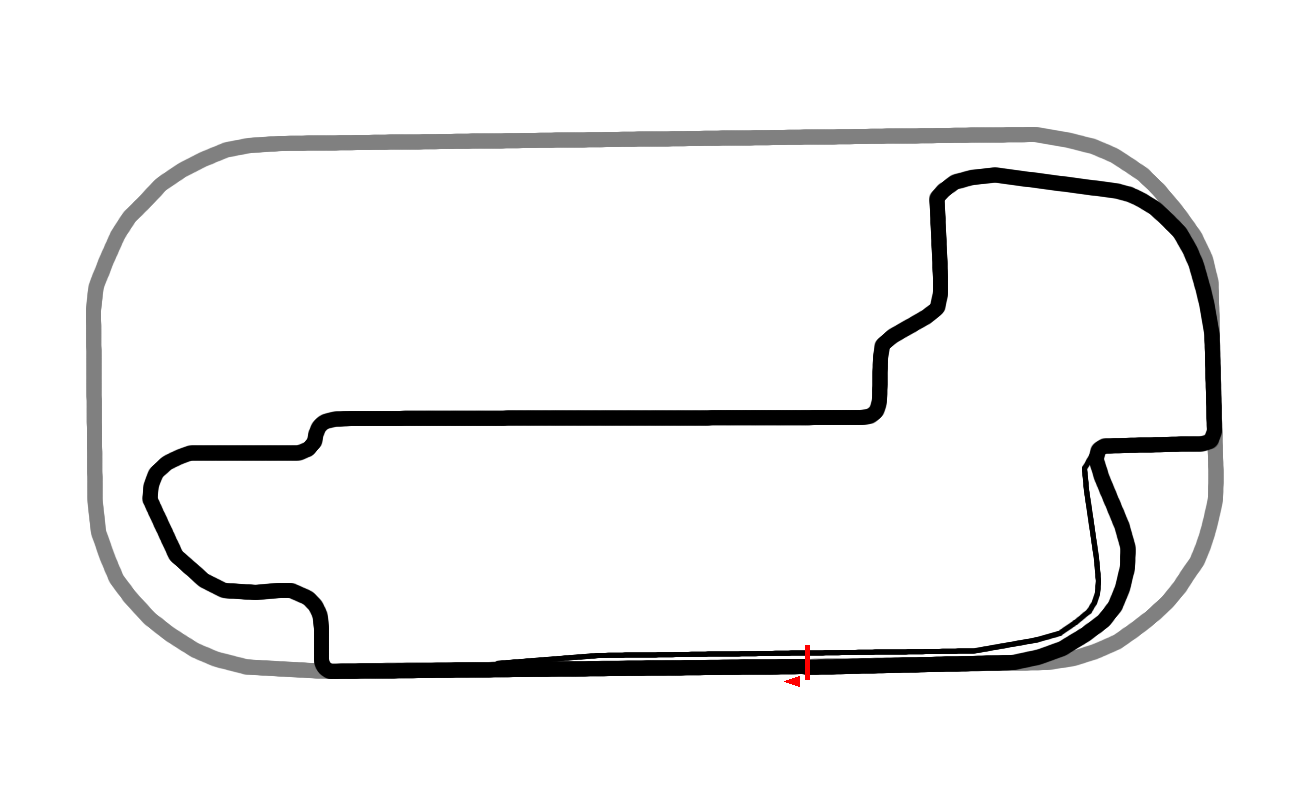
Infield-Kurs in Indianapolis

Der GMR Grand Prix ist ein Automobilrennen der höchsten Kategorie im American Championship Car Racing. Es wird auf dem Indianapolis Motor Speedway in Speedway bei Indianapolis, Indiana, Vereinigte Staaten ausgetragen. Es fand erstmals 2014 in der IndyCar Series statt.

## Geschichte
Da im Vorfeld des Indianapolis 500 alle Teams jeweils in Indianapolis verweilen, führte die IndyCar Series zur Saison 2014 ein Rennen auf dem Infield-Kurs ein. Das Rennen findet jeweils eine Woche vor dem Trainingsbeginn des Indy 500 statt. Im Gegensatz zum Oval-Kurs wird die Strecke im Uhrzeigersinn befahren.

## Ergebnisse
| Auflage | Jahr | Serie          | Sieger                             | Zweiter                               | Dritter                                | Pole-Position                          | Schnellste Runde                    |
| ------- | ---- | -------------- | ---------------------------------- | ------------------------------------- | -------------------------------------- | -------------------------------------- | ----------------------------------- |
| 1       | 2014 | IndyCar Series | Simon Pagenaud (Dallara-Honda)     | Ryan Hunter-Reay (Dallara-Honda)      | Hélio Castroneves (Dallara-Chevrolet)  | Sebastian Saavedra (Dallara-Chevrolet) | Scott Dixon (Dallara-Chevrolet)     |
| 2       | 2015 | IndyCar Series | Will Power (Dallara-Chevrolet)     | Graham Rahal (Dallara-Honda)          | Juan Pablo Montoya (Dallara-Chevrolet) | Will Power (Dallara-Chevrolet)         | James Hinchcliffe (Dallara-Honda)   |
| 3       | 2016 | IndyCar Series | Simon Pagenaud (Dallara-Honda)     | Hélio Castroneves (Dallara-Chevrolet) | James Hinchcliffe (Dallara-Honda)      | Simon Pagenaud (Dallara-Honda)         | Alexander Rossi (Dallara-Honda)     |
| 4       | 2017 | IndyCar Series | Will Power (Dallara-Chevrolet)     | Scott Dixon (Dallara-Honda)           | Ryan Hunter-Reay (Dallara-Honda)       | Will Power (Dallara-Chevrolet)         | Josef Newgarden (Dallara-Chevrolet) |
| 5       | 2018 | IndyCar Series | Will Power (Dallara-Chevrolet)     | Scott Dixon (Dallara-Honda)           | Robert Wickens (Dallara-Honda)         | Will Power (Dallara-Chevrolet)         | Scott Dixon (Dallara-Honda)         |
| 6       | 2019 | IndyCar Series | Simon Pagenaud (Dallara-Chevrolet) | Scott Dixon (Dallara-Honda)           | Jack Harvey (Dallara-Honda)            | Felix Rosenqvist (Dallara-Honda)       | Patricio O’Ward (Dallara-Chevrolet) |
| 7       | 2020 | IndyCar Series | Scott Dixon (Dallara-Honda)        | Graham Rahal (Dallara-Honda)          | Simon Pagenaud (Dallara-Honda)         | Will Power (Dallara-Chevrolet)         | Scott Dixon (Dallara-Honda)         |
| 8       | 2021 | IndyCar Series | Rinus VeeKay (Dallara-Honda)       | Romain Grosjean (Dallara-Honda)       | Alex Palou (Dallara-Honda)             | Romain Grosjean (Dallara-Honda)        | Rinus VeeKay (Dallara-Honda)        |
| 9       | 2022 | IndyCar Series | Colton Herta (Dallara-Honda)       | Simon Pagenaud (Dallara-Chevrolet)    | Will Power (Dallara-Chevrolet)         | Will Power (Dallara-Chevrolet)         | Colton Herta (Dallara-Honda)        |
| 10      | 2023 | IndyCar Series | Alex Palou (Dallara-Honda)         | Pato O’Ward (Dallara-Chevrolet)       | Alexander Rossi (Dallara-Chevrolet)    | Christian Lundgaard (Dallara-Honda)    | Alex Palou (Dallara-Honda)          |
| 11      | 2024 | IndyCar Series | Alex Palou (Dallara-Honda)         | Will Power (Dallara-Chevrolet)        | Christian Lundgaard (Dallara-Honda)    | Alex Palou (Dallara-Honda)             | Alex Palou (Dallara-Honda)          |